# Dipartimento di Adolfo Alsina
Adolfo Alsina è un dipartimento argentino, situato nella parte orientale della provincia di Río Negro, con capoluogo Viedma.
Esso confina a nord con il dipartimento di Conesa, a est con la provincia di Buenos Aires, a sud con l'oceano Atlantico e ad ovest con il dipartimento di San Antonio.
Secondo il censimento del 2001, su un territorio di 8.813 km², la popolazione ammontava a 50.701 abitanti, con un aumento demografico del 14,02% rispetto al censimento del 1991.
Il dipartimento, nel 2001, è composto da:
- 1 comune (municipios):
  - Viedma
- 3 comisiones de fomento:
  - Cubanea
  - San Javier
  - Guardia Mitre